# Кхо (одежда)

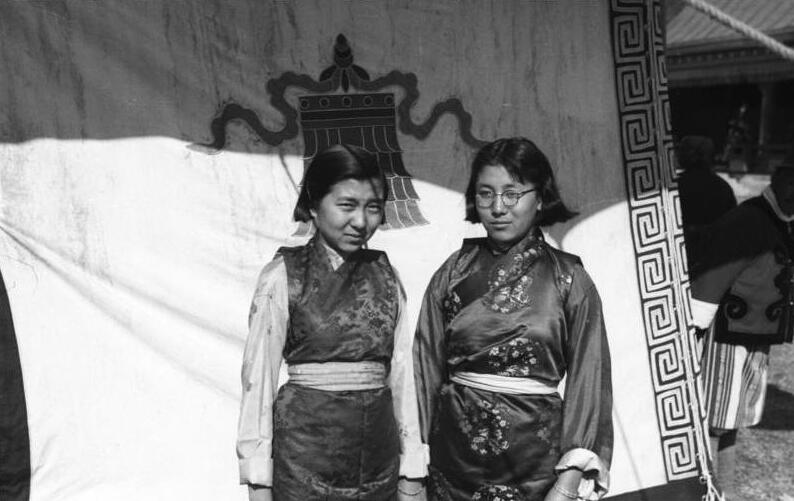
Дочери 11-го чогьяла (правителя) Сиккима Таши Намгьяла в кхо. 1938 год

Кхо (бхутия:བགོ) или ба ́ кху (непальск. बख्खु) — традиционная одежда народа бхутия, этнических сиккимцев из Индии, Бутана и Непала. 

## Описание
Кхо представляет из себя свободную одежду в виде туники. Застегивается на шее с одной стороны и опоясывается около талии шёлковым или хлопковым поясом. Кхо похожа на распространенную в Тибете традиционную одежду чуба и нгалоп гхо в Бутане, но без рукавов.
Мужчины носят под туникой рубахи с длинными и широкими рукавами под которые одевают свободные брюки.
Женщины носят внутри кхо шелковую блузку с длинными рукавами, называемую хонджу. Эта свободная одежда типа халата, застегивающаяся на талии и стягивающаяся поясом. Замужние женщины повязывают вокруг талии разноцветный, полосатый фартук из шерстяной ткани, называемый пандден или пандген. Женщины иногда используют украшения из чистого золота.
Шарфы можно накинуть на шею или обернуть вокруг талии в виде пояса. Ими часто церемониально обмениваются друзья в важных случаях. Кхо изготавливают из разноцветного шелка ручной работы, на подкладке из темно-бордового хлопка и бархата.
Шляпа из шелковой парчи имеет четыре отворота на меху, которые можно опускать для защиты от горных ветров.
Традиционный наряд как мужчин, так и женщин дополняют вышитые кожаные ботинки.